# ハウリン・ウルフ・アルバム
『ハウリン・ウルフ・アルバム』（原題：The Howlin' Wolf Album）は、アメリカ合衆国のブルース・ミュージシャン、ハウリン・ウルフが1969年に発表したスタジオ・アルバム。

## 背景
チェス・レコード創設者レナード・チェスの息子であるマーシャル・チェスは、マディ・ウォーターズにサイケデリック・ロック色の強いアルバム『エレクトリック・マッド』（1968年）をレコーディングさせ、商業的に成功を収めたことから、ウルフにも同じ路線のアルバムを求めた。ただし、ウルフ自身は本作を嫌っており、『エレクトリック・マッド』と本作の両方でギターを弾いたピート・コージーは後年「マディはセッションの間、ちょっと疑問を抱いていた程度だけど、ウルフは激怒していた」「私はこのセッションでの写真を何枚か持っていて、一部の写真ではウルフが露骨に私を睨み付けていた」と証言している。また、マーシャル自身も後年のインタビューで「金のために作った」と認めている。そして、本作のジャケットは白地に「This is Howlin' Wolf's new album. He doesn't like it. He didn't like his electric guitar at first either.（これはハウリン・ウルフの新作アルバムである。彼は本作を嫌っている。そもそも彼は、最初はエレクトリック・ギター自体を嫌っていた）」という文章が印刷された。
全曲ともウルフが過去に発表した曲のリメイクで、アルバム『モーニン・イン・ザ・ムーンライト』から3曲、『ハウリン・ウルフ』から4曲、『リアル・フォーク・ブルース』から3曲が選ばれた。

## 反響・評価
母国アメリカでは、総合アルバム・チャートのBillboard 200入りは果たせなかったが、『ビルボード』のR&Bアルバム・チャートでは49位に達し、本作からのシングル「イーヴル」は『ビルボード』のR&Bシングル・チャートで43位に達した。Steve Leggettはオールミュージックにおいて5点満点中1.5点を付け「良く言っても奇妙、悪く言えば下らなく嘆かわしい結果となったが、ウルフ自身は明らかに、少しでも意味のある作品にしようとベストを尽くしており、彼に落ち度はない」と評している。
アメリカのロック・バンド、カクタスは、1971年のアルバム『リストリクションズ』において、本作のアレンジに基づいた「イーヴル」をカヴァーしている。

## リイシュー
本作は2007年、日本で世界初CD化されたが、収録曲「イーヴル」はソウル・ジャズ・レコードから2004年に発売されたコンピレーション・アルバム『Chicago Soul』にも収録されている。また、2009年には「テイク5」というレーベルからデジパック仕様のヨーロッパ盤CDが発売された。

## 収録曲
特記なき楽曲はウィリー・ディクスン作。
1. スプーンフル - "Spoonful" - 3:51
2. テイル・ドラッガー - "Tail Dragger" - 4:33
3. スモークスタック・ライトニン - "Smokestack Lightning" (Chester Burnett a.k.a. Howlin' Wolf) - 3:56
4. モーニン・アット・ミッドナイト - "Moanin' at Midnight" (C. Burnett) - 3:15
5. ビルト・フォー・コンフォート - "Built for Comfort" - 5:11
6. ザ・レッド・ルースター - "The Red Rooster" - 3:50
7. イーヴル - "Evil" (C. Burnett) - 4:06
8. ダウン・イン・ザ・ボトム - "Down in the Bottom" - 2:45
9. スリー・ハンドレッド・パウンズ・オブ・ジョイ - "Three Hundred Pounds of Joy" - 2:35
10. バック・ドア・マン - "Back Door Man" - 6:30

## 参加ミュージシャン
- ハウリン・ウルフ - ボーカル、ハーモニカ
- ヒューバート・サムリン - ギター
- ローランド・フォークナー - ギター
- ピート・コージー（英語版） - ギター、ボウド・ギター
- フィル・アップチャーチ - ギター(on #7, #9, #10)
- チャールズ・ステップニー - オルガン、アレンジ
- ルイス・サターフィールド - ベース
- モーリス・ジェニングス - ドラムス
- ドン・マイリック - フルート(on #3)
- ジーン・バージ - エレクトリック・サクソフォーン(on #6, #9)